# کولت دکومب
کولِت دِکومب (فرانسوی: Colette Descombes‎؛ زادهٔ ۲۶ ژانویهٔ ۱۹۴۳) بازیگر اهل فرانسه است.
از فیلم‌هایی که وی در آنها نقش داشته است می‌توان به مونیکا اشاره کرد.